# Deutsche Cadre-45/2-Meisterschaft 1939

Veranstaltungsort: Hannover

Die Deutsche Cadre-45/2-Meisterschaft 1939 war eine Billard-Turnierserie und fand vom 15. bis zum 19. Februar 1939 in Hannover zum 21. Mal statt.

## Geschichte
Der erst 20-jährige Essener Ernst Rudolph wurde dank einer starken Leistung in der letzten und damit entscheidenden Partie gegen Walter Lütgehetmann erstmals Deutscher Meister im Cadre 45/2. Er besiegte den Frankfurter, der zwei Wochen vor dem Turnier den Weltmeistertitel im Fünfkampf eroberte, mit 400:264 in 19 Aufnahmen. Das ist umso bemerkenswerter, da Lütgehetmann in diesem Turnier alle deutschen Rekorde im Cadre 45/2 pulverisierte. Er verbesserte die Rekorde im GD auf 28,95, den BED auf 57,14 und die HS auf 302. Platz drei belegte, wie schon 1938, der Gelsenkirchener Gerd Thielens.
Aufgrund der Annexion Österreichs durch Nazi-Deutschland nahmen auch Wiener Spieler an der Deutschen Meisterschaft teil.

## Turniermodus
Das ganze Turnier wurde im Round-Robin-System bis 400 Punkte mit Nachstoß gespielt. Bei MP-Gleichstand wurde in folgender Reihenfolge gewertet:
1. MP = Matchpunkte
2. GD = Generaldurchschnitt
3. HS = Höchstserie

## Abschlusstabelle
| MP    | Match Points (Sieger = 2; Unentschieden = 1; Verlierer = 0) |
| Pkte. | Erzielte Karambolagen                                       |
| Aufn. | Benötigte Versuche                                          |
| GD    | Generaldurchschnitt                                         |
| BED   | Bester Einzeldurchschnitt eines Spielers                    |
| HS    | Höchstserie                                                 |
|       | Bester GD des Turniers                                      |
|       | Bester ED des Turniers                                      |
|       | Beste HS des Turniers                                       |
|       | 1. Platz (Gold)                                             |
|       | 2. Platz (Silber)                                           |
|       | 3. Platz (Bronze)                                           |

| Klassement                 | Klassement                           | Klassement | Klassement | Klassement | Klassement | Klassement | Klassement |
| Platz                      | Name                                 | MP         | Pkte.      | Aufn.      | GD         | BED        | HS         |
| -------------------------- | ------------------------------------ | ---------- | ---------- | ---------- | ---------- | ---------- | ---------- |
| 1                          | Ernst Rudolph (Essen)                | 14:0       | 2800       | 142        | 19,71      | 22,22      | 136        |
| 2                          | Walter Lütgehetmann (Frankfurt/Main) | 12:2       | 2664       | 91         | 28,95      | 57,14      | 302        |
| 3                          | Gerd Thielens (Gelsenkirchen)        | 10:4       | 2432       | 157        | 15,49      | 21,05      | 148        |
| 4                          | Carl Foerster (Aachen)               | 6:8        | 2465       | 162        | 15,21      | 26,66      | 107        |
| 5                          | Leo Dekner (Wien)                    | 6:8        | 2255       | 175        | 12,88      | 14,28      | 91         |
| 6                          | Heinrich Schwarzer (Wien)            | 4:10       | 1852       | 159        | 11,64      | 13,33      | 95         |
| 7                          | Pretorius Wagner (Nürnberg)          | 2:12       | 1692       | 145        | 11,66      | 28,57      | 69         |
| 8                          | Otto Unshelm (Magdeburg)             | 2:12       | 1815       | 166        | 10,93      | 23,52      | 99         |
| Turnierdurchschnitt: 15,00 |                                      |            |            |            |            |            |            |